# Mágico González
Jorge Alberto González Barillas, detto Mágico González (San Salvador, 13 marzo 1958), è un ex calciatore salvadoregno, di ruolo centrocampista offensivo e attaccante.
Giocò nel suo paese natale e in Spagna, venendo nominato dalla IFFHS miglior calciatore salvadoregno di tutti i tempi. Oltre che per la sua abilità sui campi da gioco, era conosciuto per il suo carattere irrequieto e la sua indisciplina, che caratterizzarono gran parte della sua carriera.

## Biografia
Nato nella capitale di El Salvador, San Salvador, da Óscar González e Victoria Barillas, è il minore di otto fratelli, di cui fu l'unico a praticare il calcio a livello professionistico. Si sposò con Ana María de González, da cui ebbe un figlio, ma ebbe varie amanti. Con una di queste ebbe due figli in Spagna e con un'altra un figlio negli Stati Uniti. Dopo il suo ritiro dal mondo del calcio, venne incluso nello staff dello Houston Dynamo nella Major League Soccer e lavorò come tassista nel tempo libero; ha inoltre partecipato a vari omaggi alla sua carriera, tra cui uno a Cadice nel 2001 in favore delle vittime dei terremoti di El Salvador di quell'anno, uno il 28 agosto 2004 ed uno nel 2006 organizzato da Diego Armando Maradona.
Nel 2003 fu nominato miglior calciatore salvadoregno di tutti i tempi dalla stampa sportiva del suo paese, e il governo di El Salvador gli conferì il titolo di Hijo Meritísimo e diede il suo nome allo stadio Flor Blanca di San Salvador, rinominandolo Stadio Jorge "Mágico" González. Nel 2006 lo scrittore salvadoregno Geovani Galeas presentò un'opera teatrale dedicata a González, intitolata San Mago, patrón del estadio.

## Caratteristiche tecniche
Giocava come attaccante e le sue ottime doti tecniche, riconosciute dallo stesso Maradona, che ebbe modo di dire che riteneva González superiore anche a se stesso, gli permisero di diventare uno dei giocatori più amati dalla tifoseria del Cadice. Nel suo bagaglio tecnico vi erano tunnel, rabone, dribbling stretti e giocate di fino sommate ad un'ottima visione di gioco ed una personalità che lo rendevano un elemento fondamentale per la squadra, come sostenuto dal suo ex compagno Francisco Miguel Narváez. Alle sue doti tecniche si affiancavano, come già detto, intemperanze caratteriali ben esemplificate dall'episodio (inventato, ma verosimile) della semifinale di una edizione del Trofeo Ramón de Carranza contro il Barcellona: "arrivato in ritardo al match e pertanto impossibilitato a giocare da titolare, González entrò sul 3-0 per gli avversari nell'intervallo e con due gol e due assist fu protagonista della rimonta, che si concluse con la vittoria per 4-3 del suo club."

## Carriera

### Club
Iniziò a giocare a calcio a livello professionistico con l'ANTEL (Administración Nacional de Telecomunicaciones) dove rimase due stagioni prima di trasferirsi al Club Deportivo Independiente di San Vicente per una stagione in seguito all'acquisto di vari giocatori da parte di tale società. 
Qui ebbe il suo primo soprannome, coniato dal commentatore sportivo Rosalío Hernández Colorado, che dopo una partita tra ANTEL e Club Deportivo Águila terminata 3-1 lo definì el mago.
Nel 1977 fu messo sotto contratto dal Club Deportivo FAS di Santa Ana per la cifra di 60000 colones. Con il FAS si rese protagonista della vittoria di due titoli nazionali consecutivi. Fu quindi il Cadice ad assicurarsi l'attaccante, con un costo iniziale di sette milioni di pesetas e una cifra successiva di 12 milioni per la permanenza di González in rosa per l'anno seguente. Il calciatore ricevette 6000 dollari da questo trasferimento.
Mentre in El Salvador veniva chiamato "el Mago González", in Spagna fu ribattezzato "Mágico González". Con il Cadice, Mágico si assicurò i favori del pubblico grazie al suo gioco al contempo efficace e spettacolare che gli permise che gli venissero tollerate varie intemperanze nel corso degli anni, come ad esempio il dormire troppo, le uscite notturne e i comportamenti particolari, tanto che un addetto della società fu incaricato di andare a svegliarlo per gli allenamenti. Tuttavia gli furono anche comminate varie sanzioni, sia strettamente pecuniarie che tecniche, come l'esclusione dai titolari in occasione di feste troppo prolungate nelle serate precedenti ad una partita.
Dopo la retrocessione del Cadice in Segunda División nella stagione 1983-1984, realizzò una tournée negli Stati Uniti con il Barcellona insieme a Maradona, ma la società catalana non lo acquistò, presumibilmente a causa di un incidente in un hotel californiano, in cui González fu l'unico a non uscire dopo l'attivazione degli allarmi antincendio.
Nel gennaio 1985, in seguito a divergenze con l'allenatore Benito Joanet, si trasferì al Real Valladolid, società che lo mise sotto stretto controllo. La situazione portò Jorge a intristirsi e il suo rendimento ne risentì in modo evidente. A fine stagione lasciò così il Real Valladolid e rimase senza squadra per un’intera stagione, durante la quale vagò nel continente americano.
Nell’estate 1986 tornò al Cadice. Il nuovo contratto stabiliva varie condizioni, come il bonus di 700 dollari a partita. Gli allenatori del suo secondo periodo con la società andalusa furono Dragoljub Milosevic, Senekowisch, Vidal, Addison, Víctor Espárrago e Ramón Blanco.
Nel luglio 1989 María del Carmen Coca, ventiduenne di Cadice, lo denunciò per tentata violenza sessuale; il giocatore fu condannato al pagamento di 4.000 pesetas. González non tornò più a giocare ai livelli precedenti. Il 6 giugno 1991 lasciò Cadice, tornando in El Salvador. 
Giocò nuovamente nel FAS, fino al suo ritiro, avvenuto nel 2000.
Fece un breve ritorno nel mondo del calcio nel 2002, a 44 anni, con il San Salvador, chiudendo quindi definitivamente la carriera.

### Nazionale
González è uno dei migliori marcatori nella storia della sua Nazionale, con 21 reti risultando terzo nella lista storica. La prima presenza risale al 1º maggio 1979 in un'amichevole contro il Messico; diventò presto pedina fondamentale della Nazionale nella qualificazione al secondo mondiale nella sua storia, quello di Spagna 1982, in cui giocò tutte le tre partite disputate dalla selezione centroamericana, contro Ungheria, Argentina e Belgio. Fu incluso inoltre, a 40 anni, nella lista di convocati alla CONCACAF Gold Cup 1998, che fu il suo ultimo torneo a livello internazionale.

## Palmarès

### Club

#### Competizioni nazionali
- Campionato salvadoregno: 4

FAS: 1977-1978, 1978-1979, 1994-1995, 1995-1996

#### Competizioni internazionali
- CONCACAF Champions' Cup: 1

FAS: 1979